# Epihippus
Az Epihippus az emlősök (Mammalia) osztályának a páratlanujjú patások (Perissodactyla) rendjéhez, ezen belül a lófélék (Equidae) családjához tartozó kihalt nem.

## Tudnivalók
Észak-Amerika területén, az eocén középső részén, körülbelül 47-38 millió évvel ezelőtt az Epihippus-nem az Orohippusból evolúált, és folytatta a fogazat fejlődését. Az Epihippusnak 5 nagyőrlőfoga volt, alacsony koronájú, jól látszó élekkel. Egy későbbi Epihippus fajnak, melynek néha a Duchesnehippus intermedius nevet adják, olyan fogai voltak, mint az oligocén kori lóféléknek, habár nem voltak annyira fejlettek. Még vitatott, hogy ha a Duchesnehippus az Epihippus alneme vagy egy külön nemet alkot.

## Lásd még
- A lovak evolúciója